# Eugamandus ricarti
Eugamandus ricarti é uma espécie de besouro da subfamília Lamiinae. Foi descrito por Micheli em 2003 e é conhecida como existindo no Porto Rico.